# Bacterie patogenă

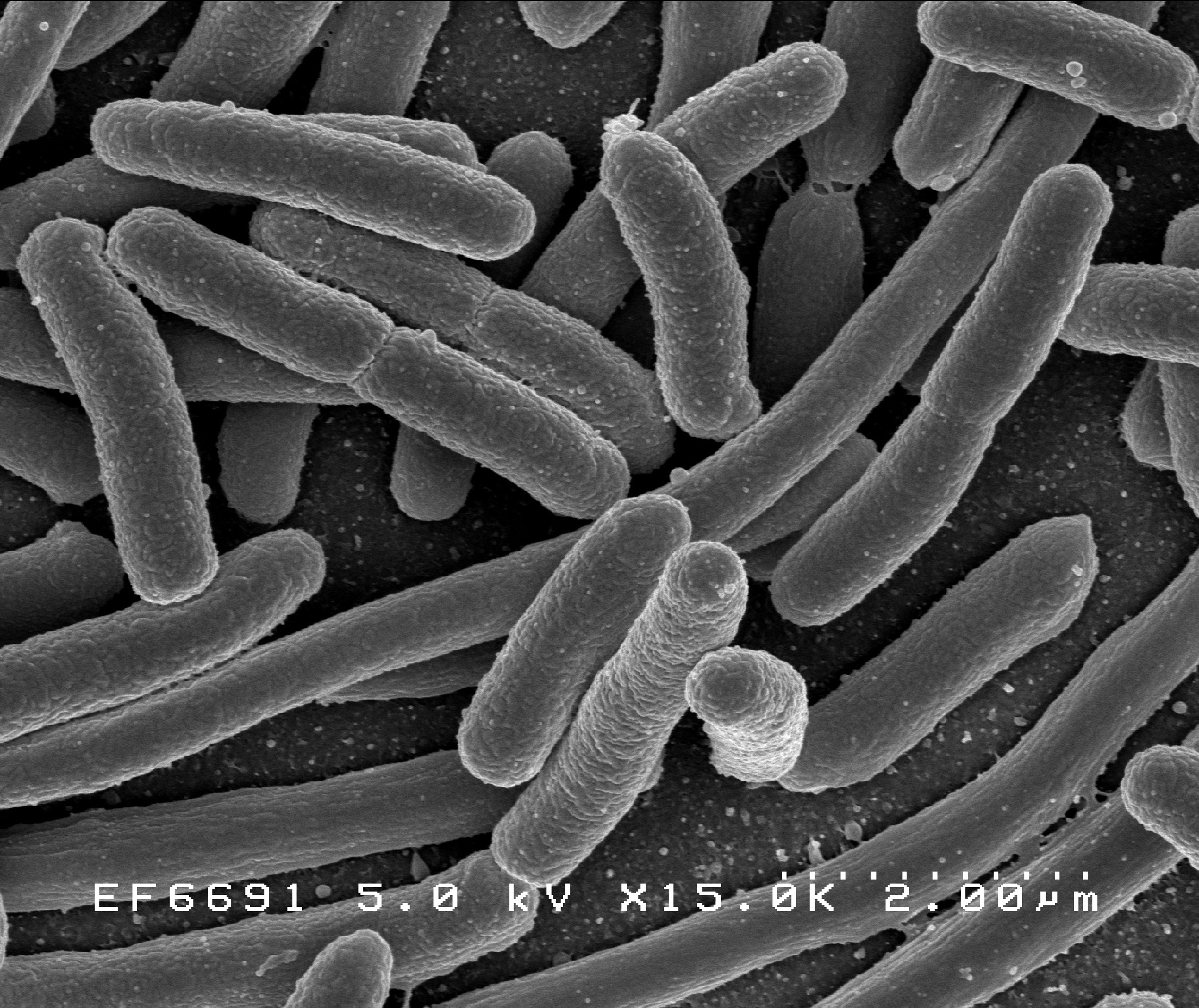
Escherichia coli, o bacterie care poate cauza atât infecții urinare, cât și infecții digestive

Bacteriile patogene sunt bacterii care produc diferite boli la oameni la animale sau la plante. Majoritatea speciilor de bacterii existente nu sunt patogene, sunt inofensive și adesea benefice, însă altele pot provoca boli infecțioase. La om, numărul speciilor de bacterii patogene este estimat a fi mai mic de o sută.
Organismul uman este expus în permanență la numeroase specii de bacterii, inclusiv bacteriile comensale benefice, care se dezvoltă pe piele și pe mucoase, și bacterii saprofite, care se dezvoltă în principal în sol și pe materia în proces de descompunere. Sângele și fluidele tisulare conțin substanțe nutritive suficiente pentru a susține dezvoltarea multor bacterii. Organismul are mecanisme de apărare care îi permit să reziste invaziei microbiene a țesuturilor sale și îi conferă o imunitate naturală sau o rezistență înnăscută împotriva multor microorganisme.
Exemple: Mycobacterium tuberculosis care provoacă tuberculoza, Clostridium tetani generează tetanosul, Corynebacterium diphtheriae produce difteria, Treponema pallidum care este agentul cauzator al sifilisului, Mycobacterium leprae și Mycobacterium lepromatosis cauzează lepra.

## Genuri de bacterii patogene
| Gen                        | Specii                                                                                            | Colorație Gram             | Formă                                                   | Necesar de oxigen                                        | Intra/Extracelular                                                |
| -------------------------- | ------------------------------------------------------------------------------------------------- | -------------------------- | ------------------------------------------------------- | -------------------------------------------------------- | ----------------------------------------------------------------- |
| Bacillus                   | - Bacillus anthracis - Bacillus cereus                                                            | Pozitiv                    | Bacili                                                  | Facultativ anaerob                                       | Extracelular                                                      |
| Bartonella                 | - Bartonella henselae - Bartonella quintana                                                       | Negativ                    | Bacili                                                  | Aerobic                                                  | Facultativ intracelular                                           |
| Bordetella                 | - Bordetella pertussis                                                                            | Negative                   | Cocobacili mici                                         | Aerob                                                    | Extracelular                                                      |
| Borrelia                   | - Borrelia burgdorferi - Borrelia garinii - Borrelia afzelii - Borrelia recurrentis               | Negativ, greu de colorat   | Spirochete                                              | Anaerob                                                  | Extracelular                                                      |
| Brucella                   | - Brucella abortus - Brucella canis - Brucella melitensis - Brucella suis                         | Negative                   | Cocobacili                                              | Aerob                                                    | Intracelular                                                      |
| Campylobacter              | - Campylobacter jejuni                                                                            | Negativ                    | Spiralați alungiți sau formă de coc                     | Microaerofil                                             | Extracelular                                                      |
| Chlamydia și Chlamydophila | - Chlamydia pneumoniae - Chlamydia trachomatis - Chlamydophila psittaci                           | fără                       | Mici, rotunzi, ovoizi                                   | Facultative sau strict aerob                             | Obligatoriu intracelular                                          |
| Clostridium                | - Clostridium botulinum - Clostridioides difficile - Clostridium perfringens - Clostridium tetani | Pozitiv                    | Mari, bacili                                            | Obligat anaerob                                          | Extracelular                                                      |
| Corynebacterium            | - Corynebacterium diphtheriae                                                                     | Pozitiv                    | Bacili                                                  | Majoritar facultativ anaerob                             | Extracelular                                                      |
| Enterococcus               | - Enterococcus faecalis - Enterococcus faecium                                                    | Pozitiv                    | Coci                                                    | Facultativ Anaerob                                       | Extracelular                                                      |
| Escherichia                | - Escherichia coli                                                                                | Negative                   | Bacili                                                  | Facultativ anaerob                                       | Extracelular sau Intracelular                                     |
| Francisella                | - Francisella tularensis                                                                          | Negative                   | Cocobacili                                              | Strict aerob                                             | Facultativ intracelular                                           |
| Haemophilus                | - Haemophilus influenzae                                                                          | Negative                   | Cocobacili                                              | Facultativ anaerob 5 - 10% CO2                           | Extracelular                                                      |
| Helicobacter               | - Helicobacter pylori                                                                             | Negative                   | Bacili spiralați                                        | Microaerofil                                             | Extracelular                                                      |
| Legionella                 | - Legionella pneumophila                                                                          | Negativ, greu de colorat   | Cocobacili                                              | Aerob                                                    | Facultativ intracelular                                           |
| Leptospira                 | - Leptospira interrogans - Leptospira santarosai - Leptospira weilii - Leptospira noguchii        | Negative, greu de colorat  | Spirochetă                                              | Strict aerob                                             | Extracelular                                                      |
| Listeria                   | - Listeria monocytogenes                                                                          | Pozitiv, închis la culoare | Bacili scurți, subțiri                                  | Facultativ anaerob                                       | Facultativ intracelular                                           |
| Mycobacterium              | - Mycobacterium leprae - Mycobacterium tuberculosis - Mycobacterium ulcerans                      | fără                       | Bacili lungi, subțiri                                   | Aerobic                                                  | Intracelular                                                      |
| Mycoplasma                 | - Mycoplasma pneumoniae                                                                           | fără                       | Indistinct 'fried egg' appearance, fără perete celular  | Majoritar facultativ anaerob; M. pneumoniae strict aerob | Extracelular                                                      |
| Neisseria                  | - Neisseria gonorrhoeae - Neisseria meningitidis                                                  | Negativ                    | Reniformi                                               | Aerob                                                    | Gonococcus: facultativ intracelular N. meningitidis: extracelular |
| Pseudomonas                | - Pseudomonas aeruginosa                                                                          | Negativ                    | Bacili                                                  | Obligat aerob                                            | Extracelular                                                      |
| Rickettsia                 | - Rickettsia rickettsii                                                                           | Negativ, greu de colorat   | Bacili mici, cocobacilari                               | Aerob                                                    | Obligat intracelular                                              |
| Salmonella                 | - Salmonella typhi - Salmonella typhimurium                                                       | Negativ                    | Bacili                                                  | Facultativ anaerob                                       | Facultativ intracelular                                           |
| Shigella                   | - Shigella sonnei                                                                                 | Negativ                    | Bacili                                                  | Facultativ anaerob                                       | Extracelular                                                      |
| Staphylococcus             | - Staphylococcus aureus - Staphylococcus epidermidis - Staphylococcus saprophyticus               | Pozitiv, culoare închisă   | Coci                                                    | Facultativ anaerob                                       | Extracelular, facultativ intracelular                             |
| Streptococcus              | - Streptococcus agalactiae - Streptococcus pneumoniae - Streptococcus pyogenes                    | Pozitiv                    | Ovoid - sferic                                          | Facultativ anaerob                                       | Extracelular                                                      |
| Treponema                  | - Treponema pallidum                                                                              | Negative, greu de colorat  | Spirochete                                              | Aerob                                                    | Extracelular                                                      |
| Ureaplasma                 | - Ureaplasma urealyticum                                                                          | Greu de colorat            | Indistinct, 'fried egg' appearance, fără perete celular | Anaerob                                                  | Extracelular                                                      |
| Vibrio                     | - Vibrio cholerae                                                                                 | Negativ                    | Spirochete cu un flagel polar                           | Facultativ anaerob                                       | Extracelular                                                      |
| Yersinia                   | - Yersinia pestis - Yersinia enterocolitica - Yersinia pseudotuberculosis                         | Negativ, bipolar           | Bacili mici                                             | Facultativ anaerob                                       | Intracelular                                                      |